# Frank Davis
Frank Davis (Nueva York, 22 de agosto de 1981) es un ex guardia de fútbol americano estadunidense-panameño. Fue contratado por los Detroit Lions como agente libre no reclutado en el 2006. Jugó fútbol americano universitario para los South Florida Bulls. Davis también fue miembro de los Cincinnati Bengals y Las Vegas Locomotives.

## Biografía

### Inicios
Creció en Panamá y habla español como primera lengua. En Panamá, jugó fútbol universitario para los Jaguars FC y se desempeñó como liniero ofensivo y defensivo. Davis jugó en el equipo nacional panameño sub-19 en el Campeonato Mundial Juvenil de la NFL 2000 en Atlanta, Georgia. El Campeonato Mundial Juvenil de la NFL ha sido un evento oficial del Super Bowl durante los últimos 10 años. Aquí llamó la atención del entrenador de fútbol panameño, Guillermo Suárez. Quien reclutó a Frank para jugar en el equipo de fútbol Panama Raptors. Suárez se convirtió en el padrino de Davis y lo ayudó a establecerse en la Universidad del Sur de Florida en Tampa.

## Carrera Universitario
Después de su participación en el Campeonato Mundial Juvenil de la NFL de 2000, fue reclutado por la Universidad del Sur de Florida y se le ofreció la oportunidad de unirse al programa de fútbol de los Bulls. Davis ingresó al programa como liniero defensivo pero rápidamente se convirtió a la línea ofensiva. Como estudiante de primer año con camiseta roja en 2002, Davis jugó nueve partidos como guardia izquierdo y tackle izquierdo y tuvo una apertura esa temporada. En su segundo año, inició cinco partidos como guardia izquierdo, incluidos los últimos cuatro de la temporada 2003. Durante su tercer año, Davis fue titular en los primeros seis juegos hasta que una lesión en el tobillo lo dejó fuera hasta que regresó para el último juego en 2004. En su último año, Davis fue nombrado All-Big East del segundo equipo después de ser titular en los 12 juegos (11 como guardia izquierdo y uno como tackle izquierdo). En temporadas consecutivas, fue pieza principal de un fuerte ataque terrestre. Davis ayudó a allanar el camino para que el RB Andre Hall estableciera récords de carrera por tierra en una sola temporada en la escuela en 2004 y 2005, así como el récord de carrera por tierra de la escuela.

## Carrera Profesional

### Detroit Lions
Davis fue contratado por los Detroit Lions luego del Draft de la NFL de 2006, donde no fue reclutado. Davis sorprendió a mucha gente al ganarse un lugar en la plantilla de los Lions después del campo de entrenamiento. Davis jugó en once partidos, tres de ellos como titular en 2006. Su temporada 2007 terminó antes de comenzar, ya que fue colocado en IR el 2 de septiembre de 2007. El equipo lo renunció el 30 de agosto de 2008, durante los cortes finales.

### Cincinnati Bengals
Un día después de ser despedido por los Lions, Davis fue reclamado por los Cincinnati Bengals el 31 de agosto de 2008. Estuvo inactivo durante los dos primeros partidos de la temporada y renunció el 16 de septiembre.

### Las Vegas Locomotives
Davis firmó con Las Vegas Locomotives de la United Football League el 5 de agosto de 2009.